# Туран (Туркестанская область)
Туран (каз. Тұран, до 2008 г. — Прогресс) — село в Мактааральском районе Туркестанской области Казахстана. Входит в состав сельского округа Аязхана Калыбекова. Код КАТО — 514483600.

## Население
В 1999 году население села составляло 125 человек (50 мужчин и 75 женщин). По данным переписи 2009 года, в селе проживало 405 человек (209 мужчин и 196 женщин).